# اندروید وان
اندروید وان (انگلیسی: Android One) یک سری از گوشی‌های هوشمند است که سیستم‌عامل اندروید اصلی و بدون تغییرات را اجرا می‌کنند. اندروید وان یک استاندارد فنی سخت‌افزار و نرم‌افزار است که از سوی گوگل جهت فراهم کردن تجربه کاربری پایدار و بهبود امنیت از طریق به‌روزرسانی‌های چندباره و گوگل پلی پروتکت انجام می‌شود.
اندروید وان در ۲۰۱۴ روانه بازار شد و تمرکز خود را بر روی دستگاه‌های سطح ورودی برای بازارهای نوظهور قرار داد ولی بعدها به برنامه اصلی گوشی همراه گوگل تبدیل شد.

## تاریخچه اندروید وان[۱]
پروژه اندروید وان در سال ۲۰۱۴ از طرف گوگل معرفی شد. این نسخه از اندروید در اصل بدین منظور طراحی شده بود تا استفاده از سیستم عامل اندروید را در کشورهای در حال توسعه گسترش دهد. در آن زمان فیچر فون‌ها در کشورهای فقیر هنوز عمومیت خود را حفظ کرده بودند.
موج اول گوشی‌های مبتنی بر اندروید وان عمدتاً برای بازار کشور هندوستان هدف گذاری شد و طوری طراحی شده بود تا بتواند بر روی گوشی‌های رده پایین اجرا شود. برای سال‌ها کوچک‌ترین حرفی از حضور چنین گوشی‌هایی در بازار ایالات متحده و بریتانیا در میان نبود.
اما حالا این مساله تغییر کرده است. اندروید وان دیگر یک سیستم عامل محدود به گوشی‌های رده پایین نیست. این اندروید گو است که نقش مذکور را بر عهده گرفته است، سیستم عاملی که در سال ۲۰۱۷ رونمایی شد.
در حال حاضر اندروید وان برای انواع مختلف گوشی‌ها در دسترس است. از گوشی‌های رده پایین با میزان حافظه رم کافی برای اجرای اندروید دستکاری نشده، تا برخی گوشی‌های رده بالاتر می‌توانند از اندروید وان استفاده کنند.
جذابیت اصلی اندروید وان این است که تجربه کار با یک اندروید تمیز و دست نخورده را به ارمغان می‌آورد. اندروید وان برای کاربرانی که اندروید خالص و به‌روزرسانی‌های سریع گوشی‌های پیکسل گوگل را می‌خواهند اما نمی‌خواهند پول زیادی صرف خرید گوشی‌های پیکسل کنند یا گوشی‌های برند دیگری را ترجیح می‌دهند، می‌تواند گزینه مناسبی باشد.

## اندروید وان چه مفهومی دارد؟[۲]
در واقع اندروید وان به دستگاه‌هایی گفته می‌شود که توسط شرکای گوگل تولید می‌شوند و از نسخه‌ی خالص اندروید بهره می‌برند. برای شناسایی چنین گوشی‌هایی، برچسبی با نوشته‌ی «AndroidOne» در قسمت پشتی گوشی قرار می‌گیرد تا کاربر از صلاحیت سیستم‌عامل و نبودِ اپلیکیشن‌ها و سرویس‌های غیر گوگلی اطمینان حاصل کند.
هدف گوگل از اجرای این برنامه، تسهیل کردن روند انتشار به‌روزرسانی برای طیف وسیع‌تری از کاربران است. اساساً بین برنامه‌ی یادشده و برنامه‌ی نکسوس شباهت‌هایی وجود دارد. در گذشته، گوگل برای ارائه‌ی تجربه‌ی خالصِ اندروید، با همکاری شرکای سخت‌افزاری اقدام به فروش مستقیم گوشی‌های پرچم‌دار اندروید می‌کرد؛ حال برنامه اندروید وان این موضوع را به شرکای سخت‌افزاری سپرده است و آن‌ها می‌توانند با بهره‌گیری از این نسخه، دستگاه‌های خود را با تجربه‌ی اندروید خالص، مستقیماً به فروش برسانند.
اکنون این نسخه از سیستم‌عامل اندروید به‌جای اینکه تنها در بازارهای نوظهور عرضه شود، طیفی جهانی را شامل می‌شود. نمودِ بارز این موضوع را می‌توان در کنفرانس اخیر شرکت نوکیا به وضوح مشاهده کرد؛ این شرکت فنلاندی جزو نخستین سازنده‌هایی است که قصد دارد تمامِ گوشی‌های خود را تحت پوشش این برنامه عرضه کند.
نکته‌ی مهم درباره‌ی این نسخه از اندروید، نبودِ هرگونه شخصی‌سازی، پوسته‌ی سفارشی، اپلیکیشن جانبی و سرویس اضافه است که معمولاً تولیدکنندگان اندروید با دستگاه‌های خود عرضه می‌کنند.

## اطلاعات بیشتر در مورد سیستم‌عامل و به‌روزرسانی‌های امنیتی
در مورد سیستم‌عامل (OS) اندروید و به‌روزرسانی‌های امنیتی، صفحهٔ رسمی اندروید وان می‌گوید: "مدت زمان پشتیبانی از تلفن‌های موجود در منطقهٔ خود را با سازندهٔ گوشی های هوشمند تأیید کنید. حداقل به مدت سه سال پس از انتشار اولیهٔ تلفن به روزرسانی‌های امنیتی ماهانه پشتیبانی می‌شود."
یکی از مقاله های منتشر شده در وبلاگ گوگل در تاریخ ۲۲ فوریه ۲۰۱۸ می‌گوید: "دسترسی سریع‌تر به به‌روزرسانی‌های سیستم‌عامل اندروید به مدت دو سال، از جمله آخرین نوآوری‌های هوش مصنوعی از گوگل است که در میان ایمن‌ترین دستگاه‌های موجود در اکوسیستم با به روزرسانی‌های امنیتی منظم به مدت سه سال و Google Play محافظت می‌شود."
در دسامبر سال ۲۰۱۸ گوگل اظهار داشت: "ما تأیید می‌کنیم که قول ما برای ارائهٔ ۲ سال به‌روزرسانی در دستگاه‌های اندروید وان هنوز پابرجاست و طراحی وب‌سایت ما بر قول این برنامه تأثیر نمی‌گذارد."